# Sistema de gestión de la calidad
El sistema de gestión de calidad es la gestión de servicios que se ofrecen, y que incluye planear, controlar, y mejorar, aquellos elementos de una organización que, de alguna manera, afectan o influyen en la satisfacción del cliente y en el logro de los resultados deseados por la organización.
El concepto de 'Sistema de gestión de la calidad' o 'Método de gestión de la calidad' nace en la industria de manufactura, este puede ser aplicado en una amplia variedad de sectores, tales como el sector automotor, los servicios y el sector gubernamental. En particular, Zeithmal, Parasuraman y Berry (1993) diseñaron el "modelo de las deficiencias" en la gestión de la calidad en las empresas de

## Principios de la gestión de la calidad.
Aquí están los principios de la gestión de la calidad según la norma ISO 9001:2015:
1.-Enfoque al cliente: Las organizaciones deben entender y cumplir con las necesidades presentes y futuras de los clientes, buscando exceder sus expectativas siempre que sea posible.
2.-Liderazgo: Los líderes de la organización deben establecer una dirección clara y crear un ambiente interno en el cual el personal pueda contribuir al logro de los objetivos de la organización.
3.-Compromiso de las personas: El personal a todos los niveles es esencial para el éxito de la organización y su involucramiento es necesario para lograr los resultados deseados.
4.-Enfoque basado en procesos: Las actividades y recursos de la organización deben ser gestionados como procesos interconectados que entregan valor a los clientes.
5.-Mejora: La mejora continua debe ser un objetivo permanente de la organización. Esto implica mejorar procesos, productos y servicios constantemente.
6.-Enfoque basado en la toma de decisiones basada en la evidencia: Las decisiones deben basarse en el análisis de datos y en información relevante.
7.-Gestión de relaciones: Una organización y sus proveedores son interdependientes, por lo que es importante establecer relaciones de beneficio mutuo.
8.-Enfoque hacia la gestión de sistemas: Identificar, entender y gestionar los procesos interconectados como un sistema contribuye a la eficacia y eficiencia de la organización.
9.-Responsabilidad social: Las organizaciones deben operar de manera ética y tener en cuenta el impacto social y ambiental de sus decisiones y actividades.
Estos principios son la base para el desarrollo, implementación y mejora continua de un sistema de gestión de calidad conforme a la norma ISO 9001:2015.
– gestión de las relaciones: 
La gestión de las relaciones es uno de los principios de la norma ISO 9001, que establece estándares en la gestión de calidad la cual Implica mantener buenas relaciones con los proveedores y clientes, y colaborar con ellos para mejorar los productos y servicios. 
Beneficios de la gestión de las relaciones 
- Fortalece los vínculos con los proveedores y clientes
- Permite trabajar en conjunto para mejorar los productos y servicios
- Ayuda a reducir costes, mejorar la tasa de servicio y disminuir la tasa de rechazo
- Fortalece la alianza entre el proveedor y el cliente
- Reduce los plazos de producción

## Metodologías
Existen varias metodologías y enfoques que se utilizan para implementar y gestionar sistemas de gestión de la calidad en organizaciones. Algunas de las metodologías más usadas son:
1. ISO 9001: Es una norma internacional que define los requisitos para implementar un sistema de gestión de la calidad. Se centra en la satisfacción del cliente, el enfoque basado en procesos y la mejora continua. La ISO 9001 se considera la base de los sistemas de gestión de la calidad (SGC).[2]
2. Six Sigma: Six Sigma es una metodología que busca mejorar la calidad y eficiencia al reducir la variabilidad de los procesos y eliminar defectos. Utiliza herramientas estadísticas para medir y analizar procesos, identificar áreas problemáticas y aplicar soluciones para alcanzar un nivel de calidad muy alto.
3. Lean Manufacturing: También conocido como Lean, se centra en la eliminación del desperdicio en los procesos. Busca optimizar la producción y los flujos de trabajo al reducir actividades que no añaden valor, como la sobreproducción, los tiempos de espera, el exceso de inventario y otros.
4. Kaizen: Es un concepto japonés que significa "mejora continua". Se basa en la idea de que incluso pequeñas mejoras en los procesos pueden generar grandes beneficios a lo largo del tiempo. Promueve que todos los miembros de una organización se involucren en la identificación y solución de problemas.
5. Total Quality Management: La Gestión de la Calidad Total es un enfoque que busca la mejora continua de la calidad en todos los aspectos de la organización. Incluye la participación de todos los miembros de la organización en la toma de decisiones relacionadas con la calidad y se enfoca en satisfacer las necesidades y expectativas del cliente.
6. Herramientas de Control Estadístico de Procesos: Estas implican el uso de técnicas estadísticas para monitorear y controlar la calidad de los procesos. Ayudan a identificar desviaciones y problemas en los procesos de producción y permiten tomar medidas correctivas antes de que los productos defectuosos sean producidos en gran cantidad.
7. Benchmarking: Implica comparar el rendimiento de la organización con el de otras organizaciones que están presentes en la industria. Su objetivo es identificar cuales son las mejores prácticas y aplicarlas en la organización para mejorar la calidad y la eficiencia.

## Implementación de los sistemas de calidad
Entendiendo qué es un sistema de calidad y sus diferentes metodologías quizá te preguntas cómo implementar eficientemente este sistema en tu negocio, donde se debe tener en cuenta las siguientes fases:
- Análisis: Se estudia la situación actual.
- Política y plan de calidad: Es un documento que específica qué procedimientos y recursos asociados deben aplicarse y el cómo.
- Manual de calidad: Es la descripción de las normas ISO en los procesos de la empresa.
- Capacitación: Capacitación para la mejora de los trabajadores hacia un cambio basado en normas y procesos controlados.
- Implementación: Se pone en funcionamiento todo el sistema.
- Auditorías: Revisiones ha dicho sistema para ver cómo está funcionando.
- Procesos de análisis y mejora: Se analizan los resultados obtenidos durante las auditorías. También existen varias normas que establecen requisitos para la implementación de un Sistema de Gestión de la Calidad, y que son emitidas por organismos normalizadores como la ISO (Organización Internacional de Normalización). Ejemplos de estas normativas están:
- ISO 9001 - Requisitos para un Sistema de Gestión de la Calidad (Aplicable a cualquier organización, sin importar tamaño o sector).[3] BSI fue pionera con el desarrollo de la BS 5750 en 1979, norma en la que se basó la ISO 9001
- ISO 10015 - Directrices para la Formación
- ISO 15189 - Requisitos para un Sistema de Gestión de la Calidad en Laboratorios Clínicos.
- ISO/IEC 17025 - Requisitos generales para la competencia de los laboratorios de ensayo y calibración.
- ISO 45001] - Sistemas de Gestión de la Seguridad y Salud en el Trabajo. BSI fue pionera con el desarrollo de la BS 8800 en 1996, norma en la que se basó la OHSAS 18001 y posteriormente ISO la convirtió en ISO 45001.
- ISO/IEC 20000-1 - Requisitos para un Sistema de Gestión de (la Calidad de) los Servicios. BSI fue pionera con el desarrollo de la BS 15000 en 2002, norma en la que se basó la serie de normas ISO/IEC 20000.

Otras de las herramientas de gestión de calidad más comunes son el diagrama de causa y efecto, la hoja de control, el gráfico de control, el diagrama de Pareto, el análisis de estratificación, el histograma y el diagrama de dispersión. 
Los programas y herramientas que apoyan este tipo de sistemas permiten automatizar, gestionar y facilitar los procesos de calidad. Algunas de las funcionalidades que ofrecen incluyen:
Gestión de Documentos: Los programas permiten organizar y controlar la documentación crítica, como manuales de calidad, procedimientos y registros, asegurando que estén actualizados y sean fácilmente accesibles para el personal adecuado.
Control de No Conformidades: Identificar, registrar y gestionar las no conformidades o desviaciones en los procesos de producción es fundamental. Estas herramientas permiten un seguimiento detallado de cada incidente, desde la identificación hasta la resolución.
Auditorías Internas: Los softwares ayudan a planificar y realizar auditorías internas para verificar el cumplimiento de las normas de gestión de calidad. Estas auditorías se pueden automatizar para mejorar la eficiencia y reducir errores humanos.
Gestión de Riesgos: Permiten identificar y evaluar riesgos potenciales para la calidad, ayudando a prevenir problemas antes de que ocurran, lo cual es esencial para mantener un alto estándar de calidad.
Seguimiento de Indicadores: Los sistemas también permiten la creación de indicadores clave de desempeño (KPIs) que miden la efectividad del sistema de calidad en tiempo real, lo que permite realizar ajustes rápidos cuando es necesario.
Algunos de los programas más utilizados incluyen:
ISO 9001 software: Estas soluciones ayudan a implementar y mantener un sistema conforme a la norma ISO 9001, con funcionalidades como gestión de documentación, control de calidad, auditorías y análisis de datos.
Minitab: Especializado en análisis estadísticos, es ampliamente utilizado para el control de calidad y la mejora continua mediante el análisis de datos.
Qualsys: Ofrece un enfoque integral para gestionar el SGC, desde la calidad hasta la conformidad, la gestión de riesgos y la auditoría.
MasterControl: Un software robusto que integra todas las funciones de calidad, como el control de documentos, formación, auditorías y la gestión de cambios, especialmente en industrias reguladas.
Sparta Systems (TrackWise): Ofrece soluciones para la gestión de calidad, incluyendo el seguimiento de no conformidades, quejas, auditorías, CAPAs (acciones correctivas y preventivas), entre otras funcionalidades.

## Ejemplos
Una organización debe tomar en cuenta la siguiente estructura:
1. Estrategias: Definir políticas, objetivos y lineamientos para el logro de la calidad y satisfacción del cliente. Estas políticas y objetivos deben de estar alineados a los resultados que la organización desea obtener.
2. Procesos: Se deben determinar, analizar e implementar los procesos, actividades y procedimientos requeridos para la realización del producto o servicio, y a su vez, que se encuentren alineados al logro de los objetivos planteados. También se deben definir las actividades de seguimiento y control para la operación eficaz de los procesos.
3. Recursos: Definir asignaciones claras del personal, Equipo y/o maquinarias necesarias para la producción o prestación del servicio, el ambiente de trabajo y el recurso financiero necesario para apoyar las actividades de la calidad.
4. Estructura : Definir y establecer una estructura de responsabilidades, autoridades y de flujo de la comunicación dentro de la organización.
5. Documentos: Establecer los procedimientos documentos, formularios, registros y cualquier otra documentación para la operación eficaz y eficiente de los procesos y por ende de la organización

En la actualidad estamos frente a un mundo competitivo, donde encontramos nuevas tecnologías que nos sorprenden día a día, los clientes son cada vez más exigentes, requieren productos o servicios con características que satisfagan sus necesidades y expectativas.
Es por ello que las organizaciones deben trabajar en pro de la satisfacción total de sus clientes, mediante un proceso de mejora continua e implementar normas estandarizadas para lograr la calidad máxima de los productos o servicios que ofrecen. Es importante la plena colaboración de todo el personal de la organización o empresa, para que sea efectivo el servicio realizado, y que de esta manera se obtengan excelentes resultados para la empresa.

Política: 
Política Integral. 
El ITE establece el compromiso de implementar y orientar todos sus procesos estratégicos y actividades del proceso educativo, hacia la Calidad del Servicio Educativo y respeto del medio ambiente, la prevención de lesiones y enfermedades de trabajo, dando cumplimiento a los requisitos del estudiante y partes interesadas, legislación ambiental, legislación de seguridad y salud aplicable. 
Organigrama: Cuenta con un organigrama el cual nos muestra la jerarquía institucional, es decir, desde el director hasta los subdirectores que los conforman. 
Matriz de responsabilidades: Como su nombre lo indica esta nos muestra las actividades y responsables de cada uno de ellas, en donde se incluyen los diferentes departamentos que conforman la institución. Además de colocar la simbología que permite la identificación sea más eficiente y entendible. 
Plan rector de calidad: El plan rector de calidad nos muestra los indicadores que se deben tomar en cuenta, ejemplo de ellos es, promedio institucional de la evaluación al desempeño docente, calificación por área en auditorias de servicio, quejas y sugerencias atendidas y al final mediante una fórmula se obtiene el número de indicador de cumplimientos del plan rector de calidad para cada docente. 
Plan de calidad del servicio educativo: Este nos muestra el cumplimiento de las características de calidad del servicio educativo, en donde nos muestra un cuadro comparativo del procedimiento, producto, características de calidad, los criterios de aceptación, el método de evaluación, el registro, el responsable y la acción cuando no se cumple el criterio de aceptación. Se enfoca en procedimientos como la inscripción, reinscripción, gestión de cursos, residencias, sustentación de acto de recepción profesional, registro de título y expedición de célula profesional.
Proceso estratégico de vinculación: Este apartado nos muestra el procedimiento que se sebe de cumplir para poder adquirir una visita a las empresas, en donde cumplir con ciertas características de calidad, criterios de aceptación, métodos de evaluación registros, responsables, y la acción cuando no se cumpla con el criterio de aceptación. Además, nos habla sobre el servicio social que deben realizar estudiantes en un determinado tiempo, así como las actividades culturales y deportivas que ayudan al estudiante a cumplir con sus puntos de acreditación. 
Mapa e Interacción de Procesos: Este nos muestras la interacción de cada departamento que contempla los procesos estratégicos de vinculación, administración de recursos, calidad. 
Lista Maestra de Documentos Internos Controlados: Es una recopilación en donde plasman todos los documentos que se piden para el manual de gestión de calidad dentro de la escuela.
Lista Maestra de Documentos Externos Controlados: Es una recopilación en donde plasman todos los documentos que se piden en donde se desglosa los procesos de calidad.
Lista Maestra Para el Control de Registros: Es la recopilación de datos de nombre de registro, código, manejo, almacenamiento y protección, tiempo de retención, disposición y responsable de conservarlo.
Responsabilidad y Autoridad del SGC: En este cuadro nos muestra las responsabilidades de cada área asignada y la autoridad que se les asigna.
Procesos Externos del SGC: Son todos los procesos externos en donde se ve el procedimiento, proveedores de servicio, evidencia, y tipos y grado de control. De las autorizaciones, registro, nombramientos y constancias.